# 讲坛社会主义
讲坛社会主义（德語：Kathedersozialismus）是一个针对19世纪末德国经济历史学派的贬义称呼，因该学派的一些教授常在大学讲坛上以“社会主义”的名义，宣扬资产阶级改良主义而得名。“讲坛社会主义”是1870年代—1890年代在德国流行的一种资产阶级社会主义思潮，主要代表人物包括阿道夫·瓦格纳、古斯塔夫·冯·施穆勒、卢约·布伦塔诺、维尔纳·桑巴特、卡尔·毕歇尔等。讲坛社会主义主张，在资本主义社会中，工人阶级的状况可以得到根本改善，甚至能够摆脱资本主义的剥削；认为组织良好的工会可以代替工人阶级政党，从而使政治斗争不再必要。它认为国家是超阶级的组织，能够调和敌对阶级的利益；主张通过社会改良，在不触动资本家利益的前提下，逐步实现社会主义。弗里德里希·恩格斯曾就所谓人口过剩危及未来社会制度问题严厉批驳讲坛社会主义。